# Júlio Tavares
Júlio Tavares (Tarrafal de São Nicolau, 19 de noviembre de 1988) es futbolista caboverdiano. Juega de delantero y su equipo es el Dijon F. C. O. del Championnat National.

## Trayectoria
Empezó jugando en los juveniles del A. S. Montréal-la-Cluse en Francia, después pasó a jugar en el F. C. Bourg-Péronnas y en el 2012 fichó por el Dijon F. C. O.

## Selección nacional
Es internacional con la selección de fútbol de Cabo Verde, ha jugado 47 partidos internacionales y ha anotado 7 goles. Debutó el 14 de noviembre de 2012 en un partido amistoso contra la selección de Ghana.

## Palmarés

### Títulos nacionales
| Título                    | Club             | País           | Año  |
| ------------------------- | ---------------- | -------------- | ---- |
| Copa del Rey de Campeones | Al-Faisaly F. C. | Arabia Saudita | 2021 |